# 地理知识学
地理知识学（英文：Geosophy），又译为地理知识论，是1947年由地理学家赖特提出的地理学名词。Geosophy一词由“ge”（希腊语：地球）和“sophia”（希腊语：智慧）组成。赖特将其定义为：
地理知识学……研究的是基于任意一种乃至所有观点的地理知识。它之于地理学的关系就像史学之于历史的关系一样；它关心的是地理知识的性质和表达，无论过去还是现在，并考虑惠特尔西所谓的大地空间中“人”的感知。因此，它的范畴远大于实证主义地理学知识或是其他由地理学家系统化地理知识这样的核心领域。它考虑到了所有的外围领域，包括所有人的地理观念，不管是地理学家、还是农民、渔夫、商务经理、诗人、小说家、画家、贝都因人还是霍屯督人的地理观念，而无论其正确与否；基于此，它必然与主观概念涉及较深。（赖特 1947）
而这可以归纳为：
人获取和想象世界的研究。（麦格里维 1987）
与人类相关的人地互动的信仰系统。（英尼斯·帕克 1995）

## 迷信研究
地理知识学在英语中有时也用作地球之谜研究的同义词。